# HD168885
HD168885 — хімічно пекулярна зоря спектрального класу
A2 й має видиму зоряну величину в смузі V приблизно 10,5.